# Nicolae Florea (pedolog)
Nicolae Florea (n. 31 mai 1921, Găești, Județul Dâmbovița, România – d. ?) a fost un pedolog, cartograf și profesor universitar român, considerat unul dintre cei mai importanți reprezentanți ai pedologiei românești din a doua jumătate a secolului XX. A adus contribuții remarcabile în domenii precum chimia și fizica solului, geneza și clasificarea solurilor, cartografia pedologică și pedogeografia, fiind creatorul noii școli de pedologie și pedogeografie din România.

## Biografie

### Familia și originile
Nicolae Florea s-a născut la 31 mai 1921 în Găești, Județul Dâmbovița, ca fiu al agricultorilor Petru și Ioana Florea.

### Educație și formare
A urmat școala primară în localitatea natală, iar între 1931–1939 a studiat la Liceul „I.C. Brătianu” din Pitești. La îndemnul familiei, s-a înscris la Facultatea de Chimie Industrială a Școlii Politehnice București, absolvind între 1940–1945, în timpul celui de-al Doilea Război Mondial. În ciuda timpurilor grele, s-a dedicat pregătirii și a obținut diploma de inginer chimist cu distincția „Magna cum Laudae”.

### Cariera profesională
După absolvire, în 1947, Nicolae Florea a fost angajat ca asistent provizoriu la Institutul Geologic Român, fondat de Ludovic Mrazec în 1906. Aici a parcurs toate treptele profesionale: asistent definitiv (1948–1949), șef de lucrări și șef de secție (1949–1967), cercetător principal (1967–1988). S-a pensionat în 1989, continuând ca consilier științific la Institutul de Cercetări pentru Pedologie și Agrochimie (ICPA) până în 2001.
În paralel, a avut o carieră didactică prestigioasă. A predat ca asistent la catedra de pedologie a Facultății de Agronomie București (1947–1951), sub îndrumarea profesorului N. Cemescu, și la Facultatea de Geologie-Geografie (1948–1950). A devenit conferențiar la Facultatea de Agricultură a Institutului Agronomic București (1951–1968) și la Facultatea de Geologie-Geografie a Universitatea din București (1951–1968). În 1968 a obținut titlul de profesor universitar, activând la Facultatea de Îmbunătățiri Funciare a Universitatea de Științe Agricole și Medicină Veterinară București până în 1990. Între 1991–1995 a predat la Universitatea Ecologică București, iar din 1994–2001 ca profesor asociat la Universitatea de Științe Agricole și Medicină Veterinară București.

## Activitate științifică

### Domenii de cercetare
Principalele domenii de cercetare ale profesorului Nicolae Florea au fost:
- Chimia și fizica solului
- Geneza, morfologia și însușirile solurilor
- Clasificarea și taxonomia solurilor
- Cartografia pedologică la nivel național și internațional
- Pedogeografia
- Studiul sărăturilor și a solurilor afectate de sărăturare
- Îmbunătățiri funciare și pedologie ameliorativă

### Contribuții originale
Nicolae Florea este considerat creatorul noii școli de pedologie și pedogeografie din România. Printre contribuțiile sale originale se numără:
- Elaborarea clasificărilor genetice și genetico-ecologice a solurilor, precum și îmbunătățirea continuă a „Sistemului român de clasificare a solurilor”, fiind cel mai important reprezentant al pedologiei românești în acest domeniu.
- Realizarea hărților pedologice detaliate, inclusiv „Harta solurilor României” (1:1.000.000), „Harta solurilor Europei” și „Harta solurilor lumii”, aducând un aport covârșitor în cartografia pedologică.
- Introducerea conceptelor și indicilor noi, precum adâncimea critică a apei freatice, adâncimea de desecare, drenaj critic, profilul pedogenetic și pedoecologic.
- Studii aprofundate asupra genezei, chimismului și ameliorării solurilor afectate de sărăturare și exces de umiditate.

### Metodologie și inovații
Profesorul Florea a combinat munca de teren cu analize de laborator și interpretări științifice interdisciplinare, introducând și adaptând metodologii moderne de cartare, taxonomie și studiu al solurilor.

## Publicații
În cei peste 50 de ani de activitate, Nicolae Florea a publicat peste 450 de lucrări și articole științifice, în special în domeniul științei solului, pedogeografiei și hidrologiei.

### Cărți și monografii
- „Cartarea solurilor pe teren” (1964).
- „Curs de geografia solurilor cu noțiuni de pedologie” (1964).
- „Geografia solurilor României” (1968).
- „Curs de pedologie” (1992).
- „Curs de pedogeografie” (1994).
- „Curs - Degradarea terenurilor și ameliorarea solurilor” (1997).
- „Realizări în știința solului în secolul XX” (2001, cu M. Dumitru).

### Articole științifice
Printre cele mai reprezentative articole se numără:
- „Interpretarea rezultatelor analizelor chimice a apelor freatice în scopuri pedogenetice și ameliorative” (1960).
- „Considerații asupra acumulării sărurilor solubile în câmpiile cuaternare din RPR” (1964).
- „Un sistem de indici granulometrici pentru caracterizarea sedimentelor” (1969).
- „Considerații referitoare la migrarea argilei în soluri” (1977).
- „Sistemul român de clasificare a solurilor” (1980).
- „Noul sistem de taxonomie a solurilor” (2001).

### Alte lucrări
A participat la elaborarea unor lucrări de sinteză, precum „Enciclopedia geografică a României” (1982), „Geografia României - Vol. 1 Geografie Fizică” (1983), „Metode de analiză chimică a solurilor” (ICPA, 1986), „Metodologia elaborării studiilor pedologice” (ICPA, 1987), „Harta solurilor lumii” (FAO-UNESCO, 1971–1980), „Salt Affected Soils in Europe” (1974), „Map of European Salt Affected Soils” (1974), „Harta solurilor Europei” (1973, 1988).

## Premii și recunoaștere
Nicolae Florea a fost onorat cu:
- Premiul „Gh. Munteanu Murgoci” al Societății Naționale Române de Știința Solului (1968) pentru „Geografia solurilor României”.
- Premiul „Ion Ionescu de la Brad” al Academiei Române (1971) pentru „Harta pedologică a României”.
- „Medalia Muncii” (1956).
- „Ordinul Meritul Științific” (1974).
- Titlul „Doctor Honoris Causa” al Universității de Vest din Timișoara (2001).

A fost membru fondator al Societății Naționale Române de Știința Solului (președinte de comisie, 1961–1994), Asociației Geomorfologilor din România, Fundației „Gh. Ionescu Șisești”, Societății Internaționale de Știința Solului (ISSS), Societății Europene pentru Conservarea Solului și Organizației de Cercetare pentru Lucrările Solului.

## Recunoaștere internațională
A participat la 8 congrese de știința solului (1964–1998: București, Moscova, Edmonton, New Delhi, Hamburg, Kyoto, Acapulco, Montpellier) și la manifestări precum „Soil Correlation Seminar in România” (1965), „Al 8-lea Congres Internațional de Știința Solului” (București, 1964) și „Conferința de cartografia solurilor” (Brăila, 1966).

## Contribuții suplimentare

### Activitate didactică
A elaborat cursuri originale precum „Mineralogia solului”, „Cartografia solurilor” și „Solurile României”, formând generații de pedologi. A editat „Opere alese” ale mentorului său, N. Cemescu, și a colaborat cu personalități precum I. Munteanu, A. Rădulescu, A. Canarache și M. Dumitru.

### Metodologie și moștenire
A combinat cercetarea practică cu predarea, introducând metodologii moderne și lăsând o moștenire durabilă în pedologia românească.